# アメリカ合衆国訟務長官

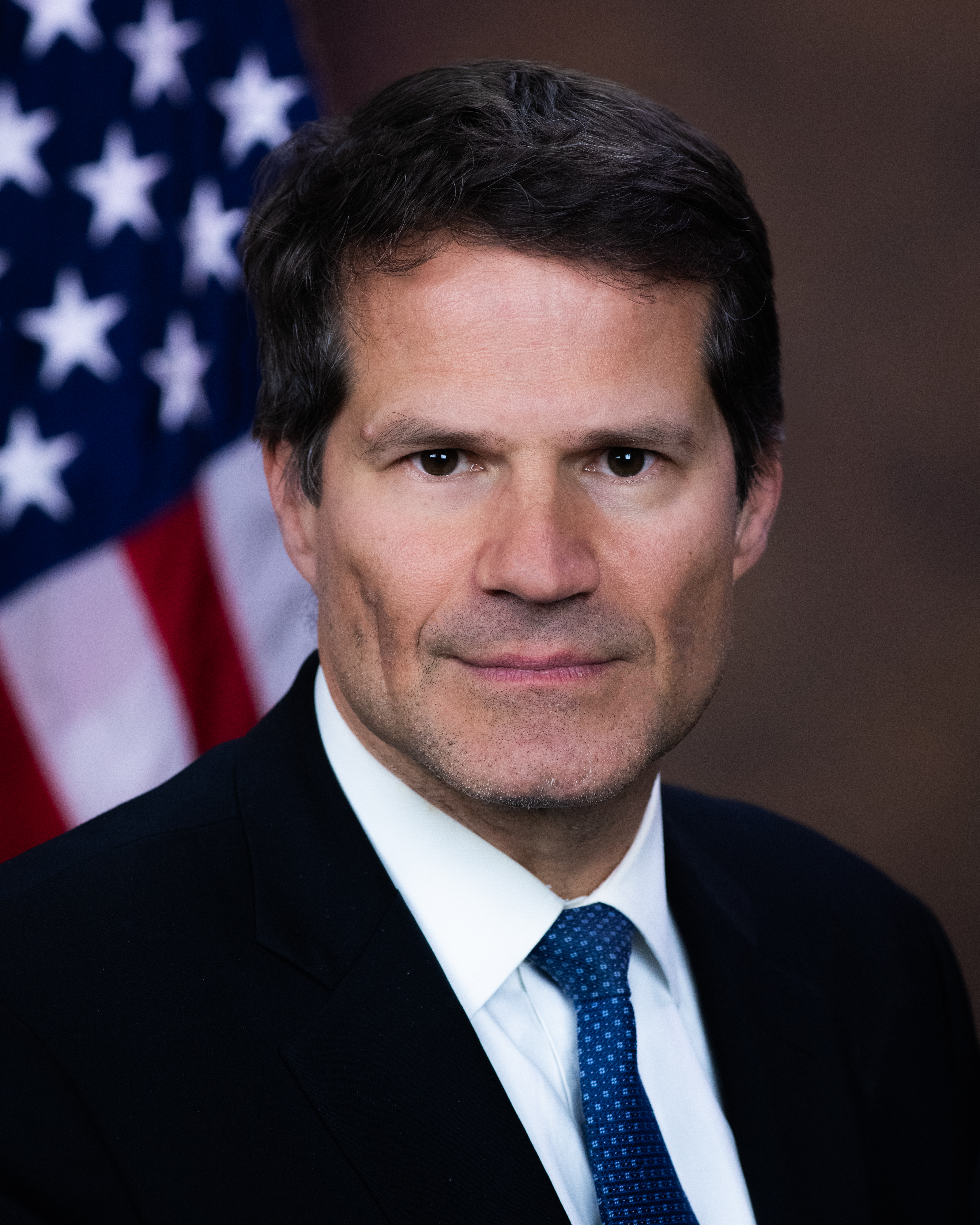
D・ジョン・サウアー訟務長官

アメリカ合衆国訟務長官（アメリカがっしゅうこく しょうむちょうかん、United States Solicitor General）は、連邦最高裁判所で連邦政府が当事者となっている訴訟に際し、政府のために弁論を行う官職。アメリカ合衆国司法省所属の公務員である。
訟務長官は大統領によって指名され、上院によって承認される。訟務長官は法律家と政治家の中間的な存在であり、裁判官ではない弁護士の最も高い地位だと一般には考えられている。
訟務長官は1870年に設立され、100年ほどの間にいくつかの慣習が確立された。例えば、かつては訟務長官は最高裁判所に入廷する際は、縞模様のズボンに灰色のアスコット、またはウェストコート、燕尾服といったモーニングコートを着用しなければならないことになっていた。
訟務長官の任務は、大統領の政治的立場に基づいて連邦政府の法的立場を弁護することにあり、明らかに不当であるとの公式見解を連邦政府が発表した場合には、下級裁判所で連邦政府が勝利していたとしても、訴訟を放棄することになっている。

## 歴代訟務長官
| 肖像 | 訟務長官                         | 在任期間   | 在任期間   | 指名した大統領             |
| ---- | -------------------------------- | ---------- | ---------- | -------------------------- |
|      | ベンジャミン・ブリストウ         | 1870年10月 | 1872年11月 | ユリシーズ・グラント       |
|      | サミュエル・フィリップス         | 1872年11月 | 1885年5月  | ユリシーズ・グラント       |
|      | ジョン・グッド                   | 1885年5月  | 1886年8月  | グロバー・クリーブランド   |
|      | ジョージ・ジェンクス             | 1886年7月  | 1889年5月  | グロバー・クリーブランド   |
|      | オルロウ・チャップマン           | 1889年5月  | 1890年1月  | ベンジャミン・ハリソン     |
|      | ウィリアム・タフト               | 1890年2月  | 1892年3月  | ベンジャミン・ハリソン     |
|      | チャールズ・オルドリッチ         | 1892年3月  | 1893年5月  | ベンジャミン・ハリソン     |
|      | ローレンス・マクスウェル         | 1893年5月  | 1895年1月  | グロバー・クリーブランド   |
|      | ホームズ・コンラッド             | 1895年2月  | 1897年7月  | グロバー・クリーブランド   |
|      | ジョン・リチャーズ               | 1897年7月  | 1903年3月  | ウィリアム・マッキンリー   |
|      | ヘンリー・ホイト                 | 1903年2月  | 1909年3月  | セオドア・ルーズベルト     |
|      | ロイド・バウアーズ               | 1909年4月  | 1910年9月  | ウィリアム・タフト         |
|      | フレデリック・リーマン           | 1910年12月 | 1912年7月  | ウィリアム・タフト         |
|      | ウィリアム・ブリット             | 1912年7月  | 1913年3月  | ウィリアム・タフト         |
|      | ジョン・デイヴィス               | 1913年3月  | 1918年11月 | ウッドロウ・ウィルソン     |
|      | アレクサンダー・キング           | 1918年11月 | 1920年5月  | ウッドロウ・ウィルソン     |
|      | ウィリアム・フライアソン         | 1920年6月  | 1921年6月  | ウッドロウ・ウィルソン     |
|      | ジェイムズ・ベック               | 1921年6月  | 1925年6月  | ウォレン・ハーディング     |
|      | ウィリアム・ミッチェル           | 1925年6月  | 1929年3月  | カルヴァン・クーリッジ     |
|      | チャールズ・ヒューズ             | 1929年3月  | 1930年4月  | ハーバート・フーヴァー     |
|      | トーマス・サッチャー             | 1930年3月  | 1933年5月  | ハーバート・フーヴァー     |
|      | ジェイムズ・ビッグス             | 1933年5月  | 1935年3月  | フランクリン・ルーズベルト |
|      | スタンリー・リード               | 1935年3月  | 1938年1月  | フランクリン・ルーズベルト |
|      | ロバート・ジャクソン             | 1938年3月  | 1940年1月  | フランクリン・ルーズベルト |
|      | フランシス・ビドル               | 1940年1月  | 1941年9月  | フランクリン・ルーズベルト |
|      | チャールズ・フェイ               | 1941年11月 | 1945年9月  | フランクリン・ルーズベルト |
|      | ハワード・マクグラス             | 1945年10月 | 1946年10月 | ハリー・トルーマン         |
|      | フィリップ・パールマン           | 1947年7月  | 1952年8月  | ハリー・トルーマン         |
|      | ウォルター・カミングス           | 1952年12月 | 1953年3月  | ハリー・トルーマン         |
|      | サイモン・ソベロフ               | 1954年2月  | 1956年7月  | ドワイト・アイゼンハワー   |
|      | リー・ランキン                   | 1956年8月  | 1961年1月  | ドワイト・アイゼンハワー   |
|      | アーチボルド・コックス           | 1961年1月  | 1965年7月  | ジョン・ケネディ           |
|      | サーグッド・マーシャル           | 1965年8月  | 1967年8月  | リンドン・ジョンソン       |
|      | アーウィン・グリズウォルド       | 1967年10月 | 1973年6月  | リンドン・ジョンソン       |
|      | ロバート・ボーク                 | 1973年6月  | 1977年1月  | リチャード・ニクソン       |
|      | ウェイド・マクリー               | 1977年1月  | 1981年8月  | ジミー・カーター           |
|      | レックス・リー                   | 1981年8月  | 1985年6月  | ロナルド・レーガン         |
|      | チャールズ・フライド             | 1985年10月 | 1989年1月  | ロナルド・レーガン         |
|      | ケン・スター                     | 1989年5月  | 1993年1月  | ジョージ・H・W・ブッシュ   |
|      | ドルー・デイズ                   | 1993年5月  | 1996年7月  | ビル・クリントン           |
|      | ウォルター・デリンジャー（代行） | 1996年8月  | 1997年10月 | ビル・クリントン           |
|      | セス・ワックスマン               | 1997年11月 | 2001年1月  | ビル・クリントン           |
|      | バーバラ・アンダーウッド（代行） | 2001年1月  | 2001年6月  | ジョージ・W・ブッシュ      |
|      | セオドア・オルソン               | 2001年6月  | 2004年7月  | ジョージ・W・ブッシュ      |
|      | ポール・クレメント               | 2004年7月  | 2008年7月  | ジョージ・W・ブッシュ      |
|      | グレゴリー・ガー                 | 2008年7月  | 2009年1月  | ジョージ・W・ブッシュ      |
|      | エドウィン・ニードラー（代行）   | 2009年1月  | 2009年3月  | バラク・オバマ             |
|      | エレナ・ケイガン                 | 2009年3月  | 2010年5月  | バラク・オバマ             |
|      | ニール・カティヤル（代行）       | 2010年5月  | 2011年1月  | バラク・オバマ             |
|      | ドナルド・ヴァリリー             | 2011年1月  | 2017年1月  | バラク・オバマ             |
|      | ノエル・フランシスコ（代行）     | 2017年1月  | 2017年3月  | ドナルド・トランプ         |
|      | ジェフ・ウォール（代行）         | 2017年3月  | 2017年9月  | ドナルド・トランプ         |
|      | ノエル・フランシスコ             | 2017年9月  | 2020年7月  | ドナルド・トランプ         |
|      | ジェフ・ウォール（代行）         | 2020年7月  | 2021年1月  | ドナルド・トランプ         |
|      | エリザベス・プレロガー（代行）   | 2021年1月  | 2021年8月  | ジョー・バイデン           |
|      | ブライアン・フレッチャー（代行） | 2021年8月  | 2021年10月 | ジョー・バイデン           |
|      | エリザベス・プレロガー           | 2021年10月 | 2025年1月  | ジョー・バイデン           |
|      | サラ・M・ハリス（代行）          | 2025年1月  | 2025年4月  | ドナルド・トランプ         |
|      | D・ジョン・サウアー              | 2025年4月  | 現職       | ドナルド・トランプ         |